# Герб Уманського району
Герб У́манського райо́ну — офіційний символ Уманського району Черкаської області затверджений 5 червня 2001 року сесією районної ради. 
Автори — Уляна і Андрій Гречило.

## Опис
У лазуровому синьому полі стоїть козак у срібному одязі зі срібним списом у правиці, у червоній (у рішенні  — «малиновій») вершині (главі) — три срібні квітки вишні в один ряд. 
Основним елементом герба району є зображення козака зі списом, який вказує на славні козацькі традиції краю (існування Уманського полку), символізує народне повстання — Коліївщину, епіцентром якого була Уманщина.